# Забастовка в Ратгерском университете (2023)
Забастовка 2023 года в Ратгерском университете — забастовка с участием преподавателей и аспирантов Ратгерского университета в Нью-Джерси, США. Забастовка началась 10 апреля 2023 года. Академические работники всех четырёх кампусов — Нью-Брансуика, Ньюарка, Камдена и RBHS — участвовали в переговорах. Забастовка затронула более 9000 сотрудников и 67000 студентов.
Это первая забастовка за 257-летнюю историю учебного заведения и одна из крупнейших забастовок в истории американского образования.

## Предыстория
В начале пандемии COVID-19 в 2020 году Ратгерский университет уволил более 1000 сотрудников, что составляет более 5 процентов от общего числа членов профсоюза университетского профсоюза. Это вызвало опасения по поводу гарантий занятости среди преподавателей университета, а также требование к адъюнкт-профессорам повторно подавать заявки на свою работу каждый семестр. Голосование по забастовке началось в феврале 2023 года, после восьми месяцев переговоров с администрацией.
В преддверии забастовки президент университета Джонатан Холлоуэй заявил своим сотрудникам, что забастовка «незаконна». Это заявление было широко осуждено профсоюзами и учёными по всей стране: более 40 учёных подписали открытое письмо с призывом дезавуировать это заявление.
Лидеры профсоюзов утверждали, что аспирантам платили чуть более 30 000 долларов в год, что значительно меньше, чем их сверстникам, работающим полный рабочий день, с учётом пропорциональной корректировки. Они потребовали повышения минимальной заработной платы до 37 000 долларов в год. Более 94 % преподавателей, принадлежащих к трём профсоюзам, проголосовали за проведение забастовки. Забастовка проходит одновременно с шестью другими забастовками в колледжах по всей стране.

## Ход забастовки
Забастовка началась в понедельник утром 10 апреля. Профсоюзы заявили в своём заявлении, что «администрация не понимает, что мы полны решимости вместе бороться за равную оплату за равный труд, прожиточный минимум для всех, реальную гарантию занятости, расовое и гендерное равенство и справедливое повышение заработной платы. У нас нет другого выбора, кроме как объявить забастовку, чтобы построить университет, который действительно ценит своих работников и студентов». На момент начала забастовки прошло 284 дня с момента истечения срока действия последнего профсоюзного контракта с Ратгерским университетом.
В ответ на забастовку Холлоуэй написал: «Сказать, что это глубоко разочаровывает, было бы преуменьшением, особенно с учётом того, что всего два дня назад обе стороны добросовестно согласились на назначение посредника, который поможет нам достичь соглашений».
Губернатор Нью-Джерси Фил Мерфи попросил представителей профсоюзов и администраторов университетов встретиться в его офисе в Трентоне, призвав их «встретиться завтра в моём офисе для продуктивного диалога». Во время переговоров Мерфи призвал Холлоуэя не подавать в суд на забастовщиков, пока не будут сделаны выводы.